# Peterhof (Freiburg im Breisgau)

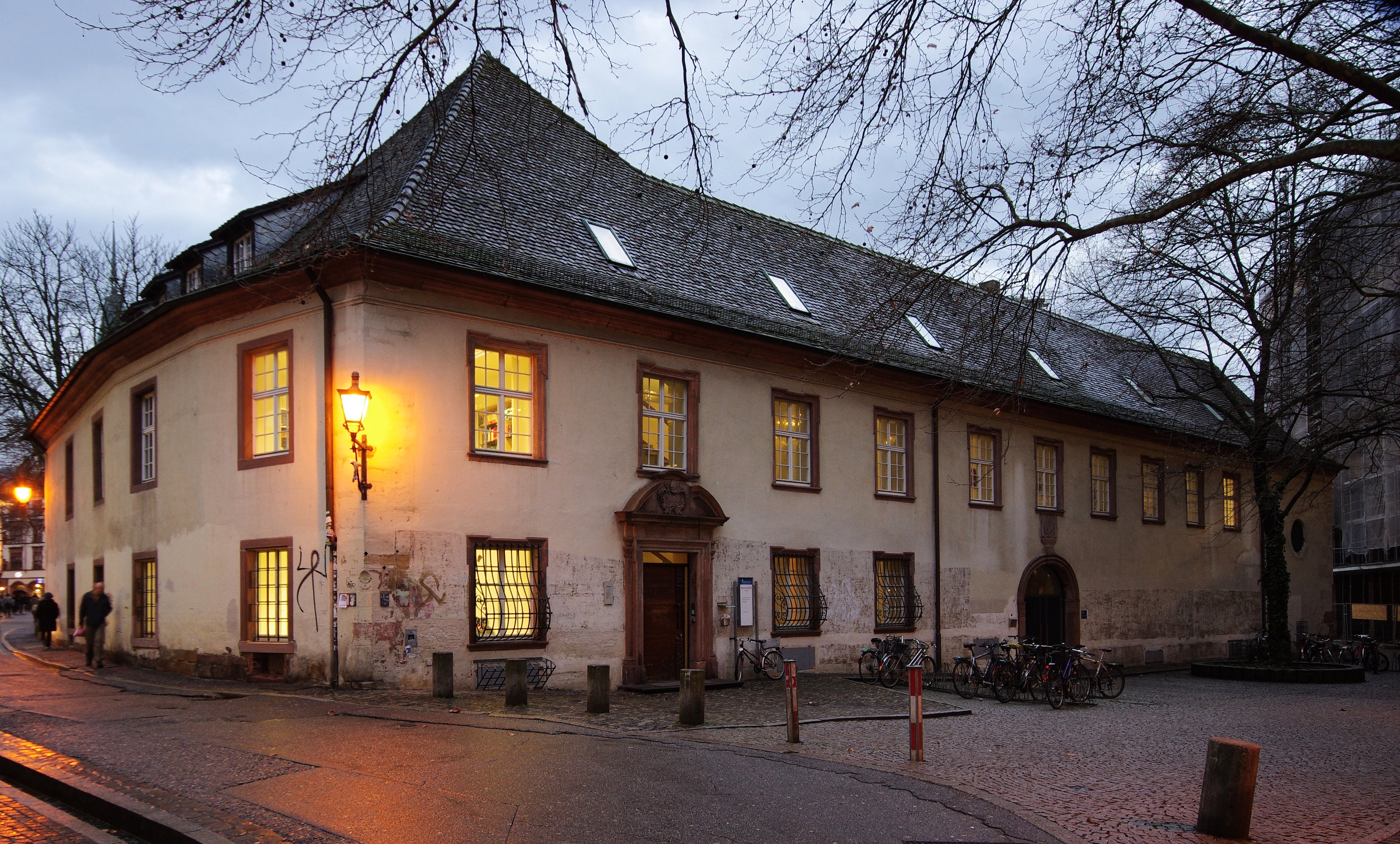
Peterhof mit Peterhofkapelle. 1. Stock im rechten Gebäudeteil

Der Peterhof ist ein historischer Gebäudekomplex in Freiburg. 
Er war bis 1807 Stadthof des Benediktinerklosters St. Peter auf dem Schwarzwald. Von der ehemaligen Stadtresidenz ist ungefähr ein Drittel erhalten: das Hauptgebäude an der Niemensstraße mit der Wendeltreppe, der tiefe Gewölbekeller und die heute von der Russisch-Orthodoxen Kirche genutzte Peterhofkapelle. Mit dem Haus Zur lieben Hand, ehemaligem Stadthof des Klosters St. Trudpert im Münstertal, ist der Peterhof heute Besitz der Universität Freiburg und deren ältestes Gebäude. Er beherbergt Räume für die juristische Fakultät. Zuvor war dort das Psychologische Institut untergebracht. 

## Geschichte

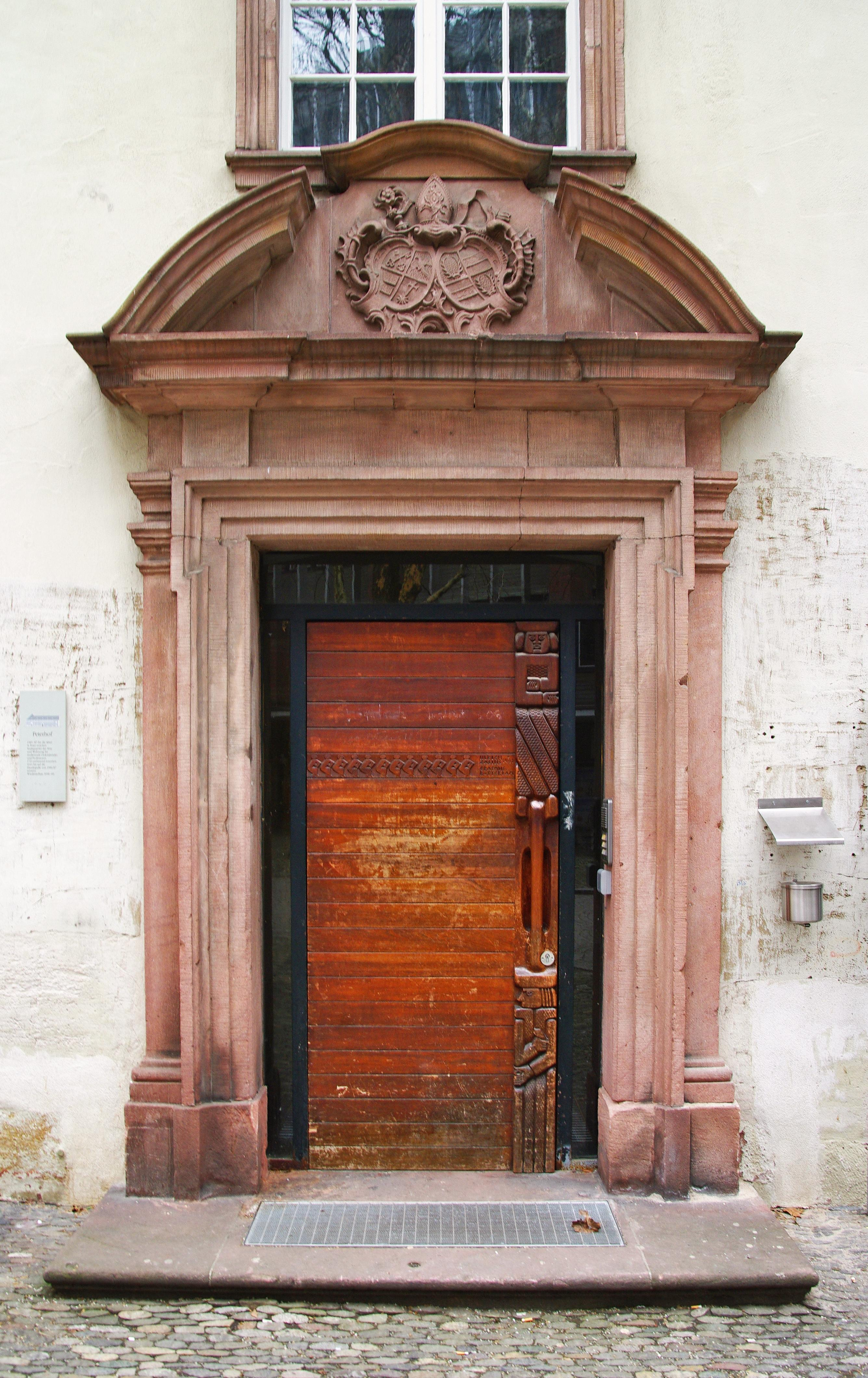
Eingangsportal mit geschnitzten Bildnissen Ulrich Zasius' und Erasmus von Rotterdams

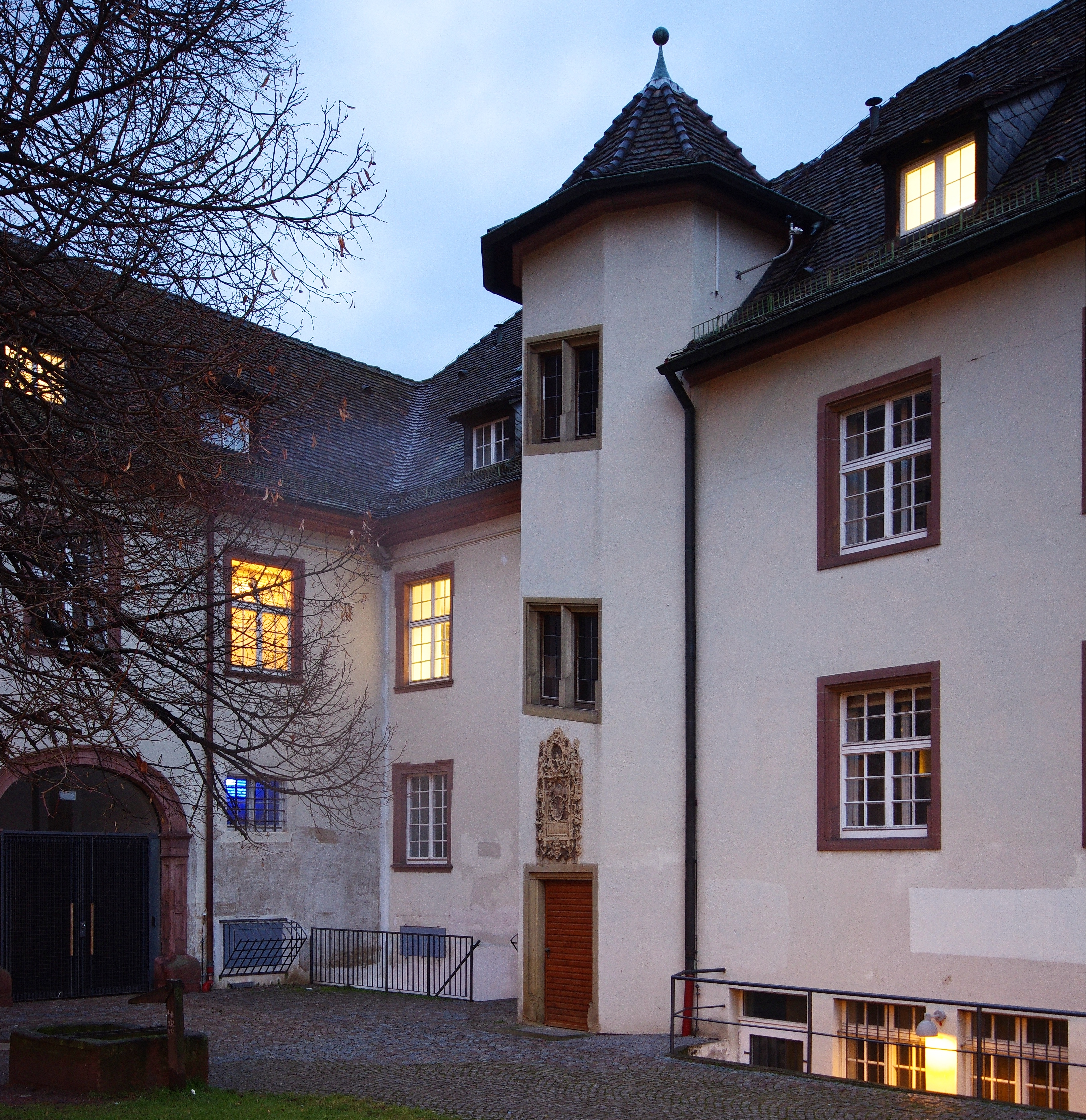
Innenansicht mit Wendeltreppenturm

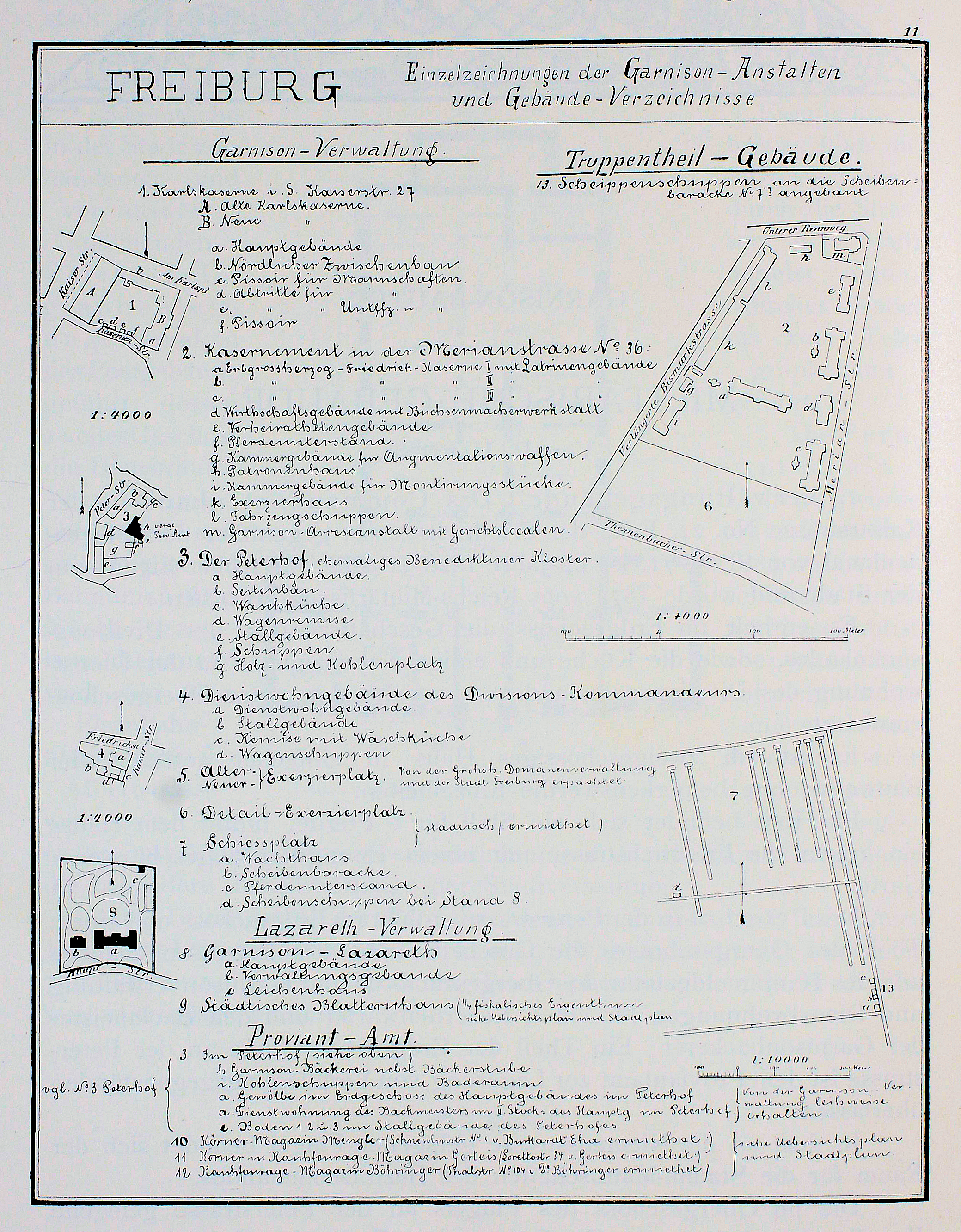
Grundrisse im 19. Jh. unter Punkt 3

Das Kloster St. Peter hatte ab 1492 systematisch Bürgerhäuser aus dem 12. und 13. Jahrhundert in der Gegend der heutigen Niemensstraße aufgekauft, bis auch das Eckhaus Zum Hasen in den Besitz der Benediktiner übergegangen war. In den Jahren 1585 bis 1587 ließ Abt Gallus Vögelin (Abt von 1585 bis 1597) die erworbene Häuserzeile in einen repräsentativen Klosterhof umbauen. Dazu erhielten die Häuser neue Fassaden mit Stufengiebeln. Auch wurde die Wendeltreppe angebaut. 
Außerdem wurde eine prächtig geschmückte Kapelle errichtet – deren Lage im Gebäudekomplex ist noch heute an den runden Fenstern zu erkennen –, freistehend über einem Archivkeller, der in Krisenzeiten den Klosterschatz aufnahm. 
Dem Klosterhof schlossen sich Nebengebäude an wie Ställe, Scheunen und Speicher. Neben dem Verwalter wohnten die in Freiburg studierenden und lehrenden Mönche im Hauptgebäude. Hinzu kam noch eine aufwändig gestaltete Wohnung für den Abt, wenn der in Freiburg weilte. 
Im Jahre 1730 beauftragte das Kloster den Freiburger Stadtbaumeister Johann Georg Bechter, das Hauptgebäude mit der Kapelle zu verbinden. Dieser Verbindungsbau wurde als neuer Weinkeller und Archiv genutzt. Im Obergeschoss kamen einige Kammern für den Herrn Abt hinzu. An diesem Zwischenbau sind heute noch die Jahreszahl 1731 und die Initialen des Abts Ulrich Bürgi zu erkennen. Dieser Abt plante weitere Umbauten, die Abt Philipp Jakob Steyrer dreißig Jahre später in Angriff nahm. Im Jahre 1766 fügte Stadtbaumeister Johann Baptist Häring das noch heute sichtbare Portal in den Hof ein und vereinheitlichte Fassaden und Dächer. 
Im Zuge des Reichsdeputationshauptschlusses wurden im Jahre 1806 das gesamte Kloster und somit auch der Peterhof verstaatlicht. Die großherzogliche Domänenverwaltung zog hier – wie früher das Kloster – den Zehnten und die Pachtgebühren ein. Ab 1807 nutzte das Berthold-Gymnasium die Räumlichkeiten. 1869 gingen die Gebäude an das Militär, welches im Erdgeschoss und einem Teil des Obergeschosses das Bezirkskommando und das Hauptmeldeamt einrichtete. Das Obergeschoss beherbergte zudem die Garnisonverwaltung und Dienstwohnungen für einen Kasernenwärter und den Backmeister der Garnisonbäckerei. Ein Teil der Erdgeschossräume an der Peterstrasse wurde dem Proviantamt zur Lagerung von Verpflegung überlassen.
Ab 1925 war im Peterhof das Badische Weinbauinstitut untergebracht. In den Stallungen wurde 1920 eine Jugendherberge eingerichtet. Der Luftangriff auf Freiburg am 27. November 1944 beschädigte die Gebäude schwer. Nur die Grundmauern, der Keller, das Archiv und die Kapelle blieben erhalten, also alle Räume, die als Gewölbe gebaut waren. Im Jahre 1957 erwarb die Universität Freiburg das Gelände. Der Wiederaufbau in den Jahren 1957 bis 61 orientierte sich im Äußeren an den historischen Formen, während die Innenräume vollständig umgestaltet wurden. Das Kellergewölbe des historischen Weinkellers, den bis 1994 die Weinkellerei Oberkirch nutzte, wurde 2003/2004 renoviert und steht jetzt für Veranstaltungen zur Verfügung.

## Wappen

Wappensteine
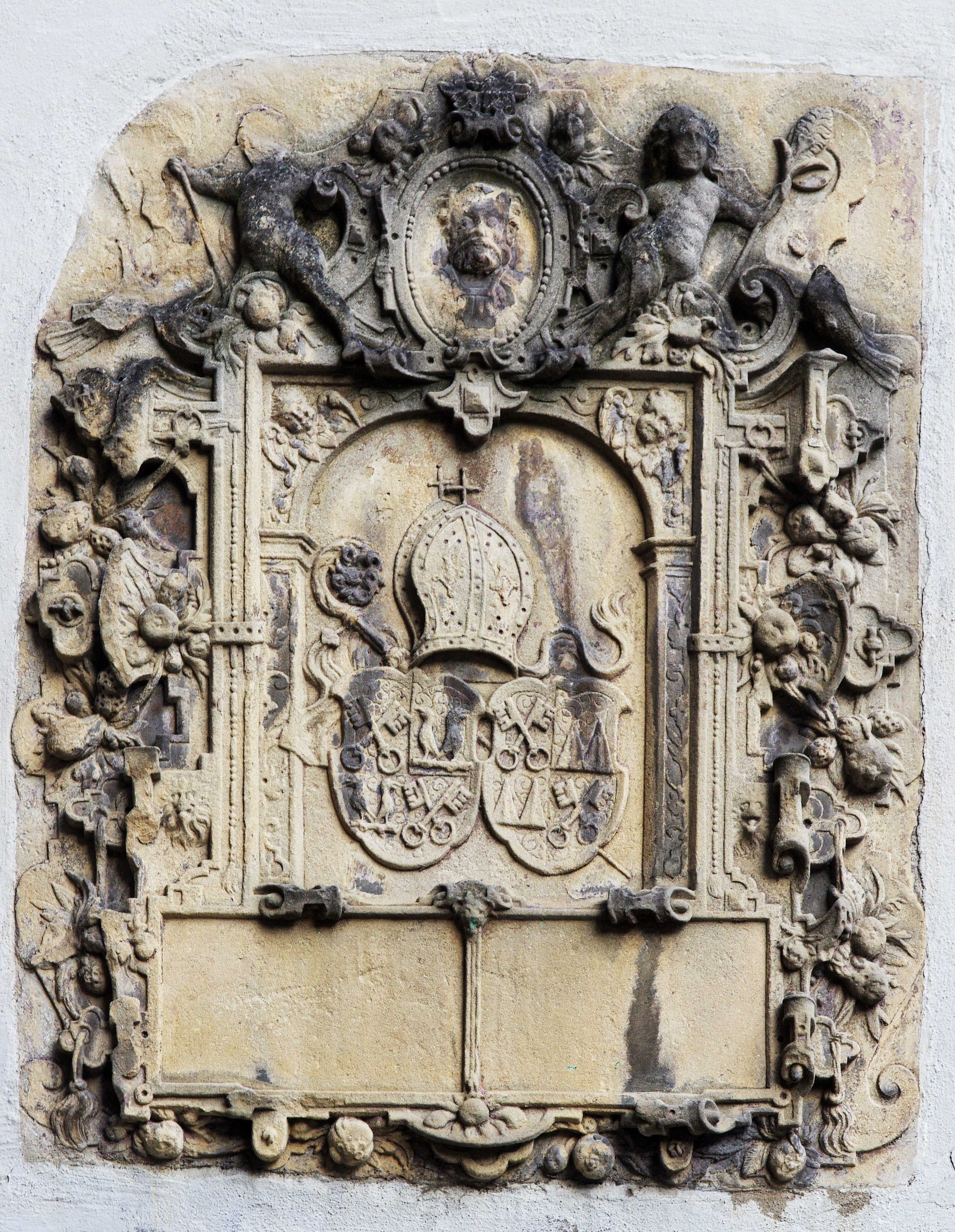
Stirnseite der Kapelle
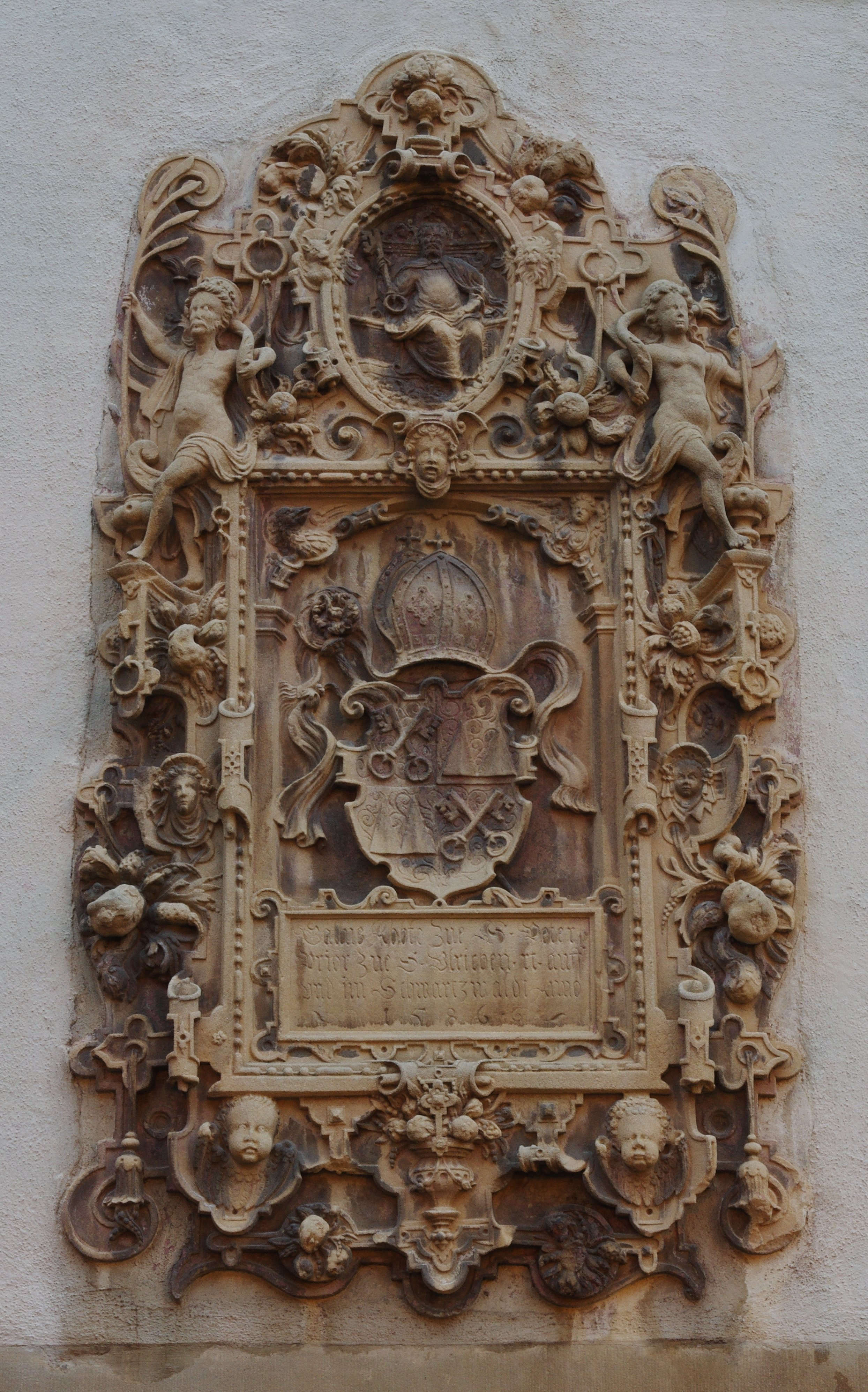
Treppenturm
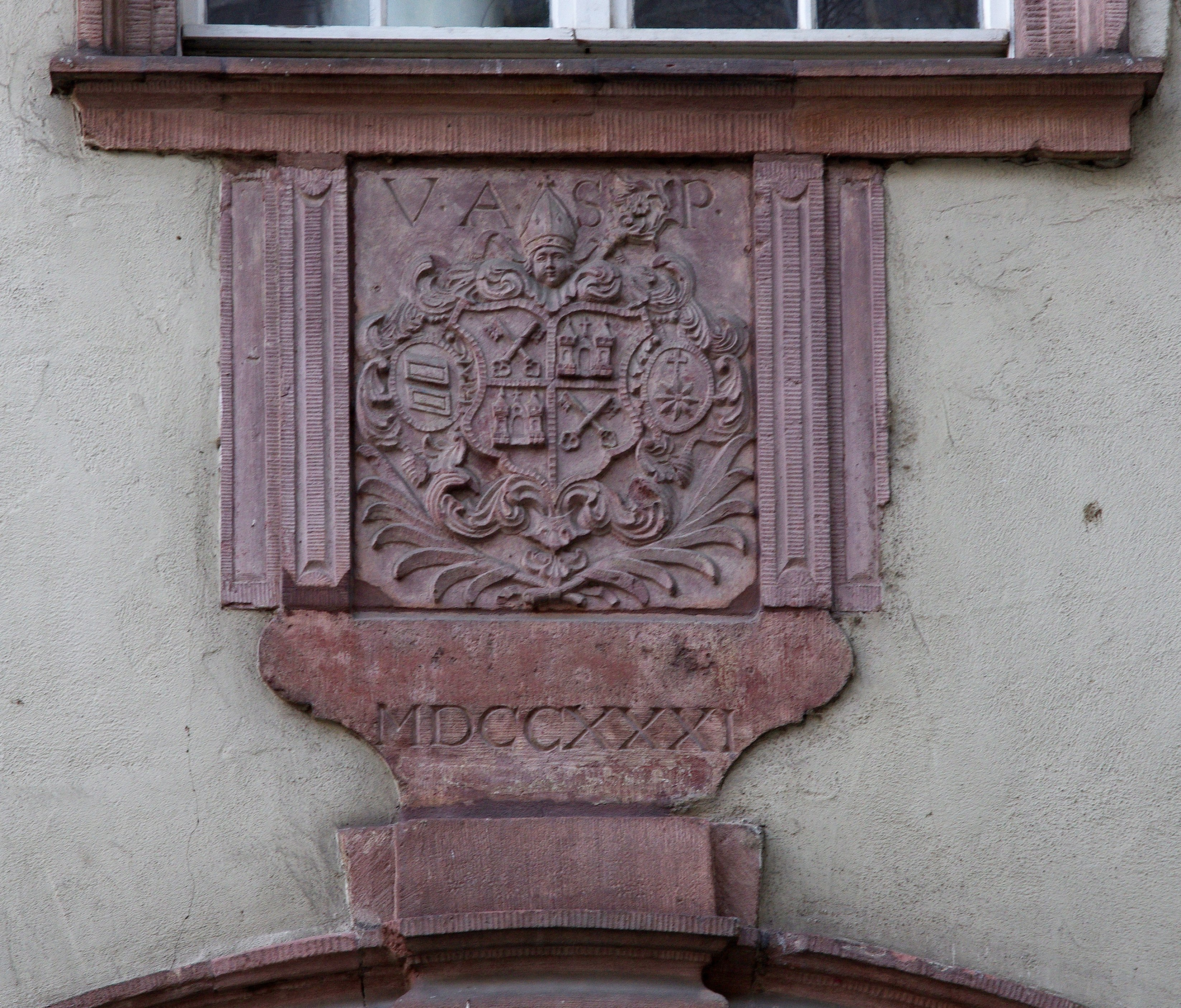
Toreinfahrt Westtrakt
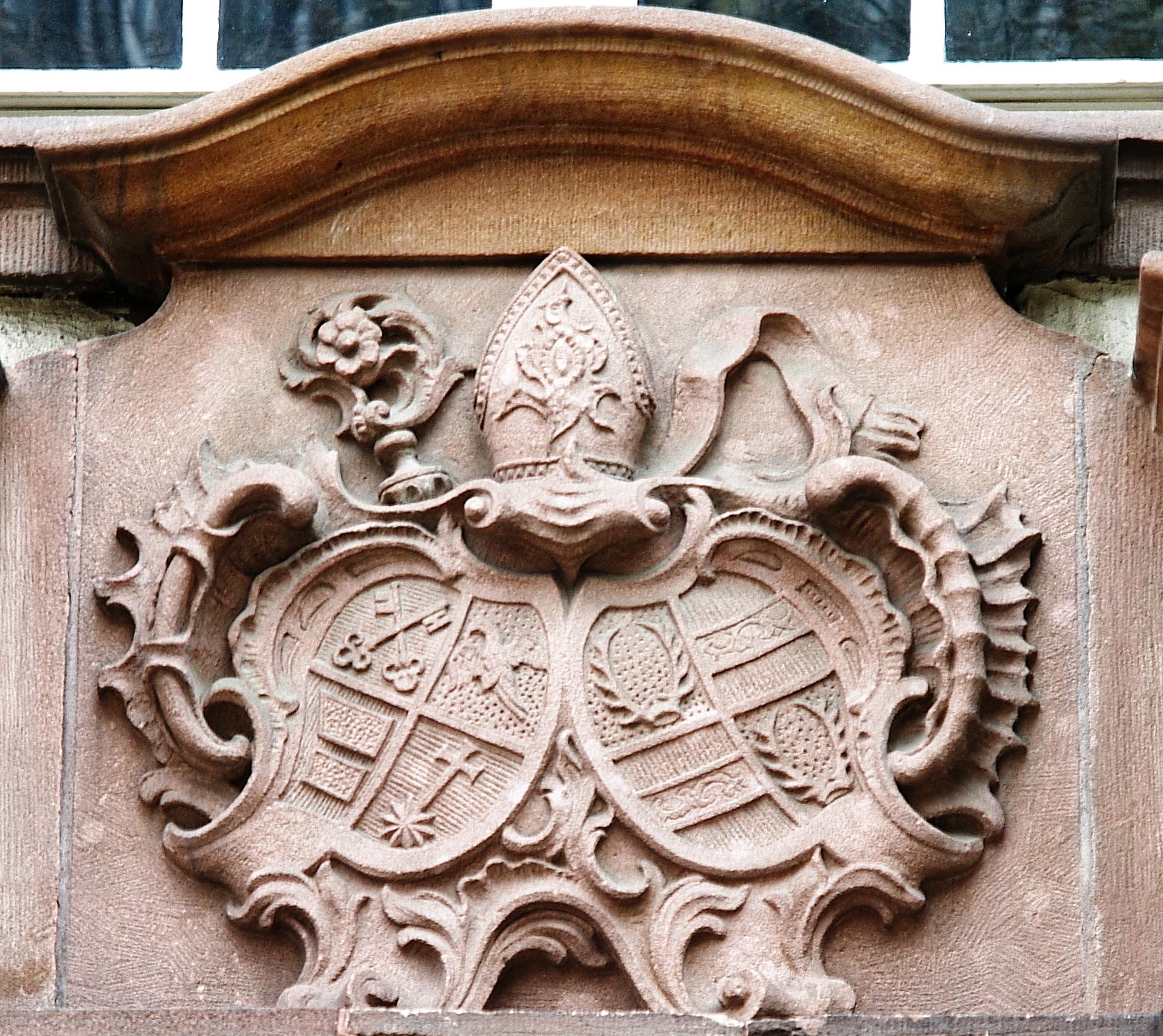
Hauptportal Westtrakt

Vier plastische Wappensteine außen am Gebäude dokumentieren seine Geschichte, einer an der fensterlosen südlichen Stirnseite der Kapelle, einer am Treppenturm, zwei an der Westseite des Westflügels.
Der Wappenstein an der Stirnseite der Kapelle zeigt in opulentem Rahmen zwei jeweils gevierte Wappenschilde. Der heraldisch rechte (vom Betrachter aus gesehen linke) Schild enthält zweimal die gekreuzten Schlüssel der Abtei St. Peter und zweimal je zwei voneinander abgewandte Vögel, das persönliche Wappen von Abt Johann Joachim Mynsinger von Frundeck (Abt von 1580 bis 1585). Er begann als Vorgänger von Abt Gallus Vögelin die Bauarbeiten, die Gallus Vögelin dann vollendete. Der heraldisch linke (vom Betrachter aus rechte) Schild enthält ebenfalls zweimal die sanpetrinischen Schlüssel und zweimal je zwei nach oben weisende Spitzen, das persönliche Wappen von Abt Gallus Vögelin.
Der Wappenstein am Treppenturm, auch er reich geschmückt, wiederholt die Wappenkombination Abt Gallus Vögelins. Darunter steht die Inschrift „Gallus Abb(a)te zue S(t). Peter Prior zue S(t). Ulrichen rt. auff und im Schwartzwald Anno 1586.“ Der Wappenstein über der Toreinfahrt im Westtrakt zeigt außer den Petrusschlüsseln zweimal eine Burg mit zwei spitzbedachten Türmen, redendes Wappen von Abt Ulrich Bürgt. Die ovalen Schilde daneben zeigen heraldisch rechts die liegenden Balken des zu St. Peter gehörenden Priorats St. Ulrich im Schwarzwald, heraldisch links den kreuztragenden Stern des Priorats St. Fides und Markus in Sölden. Die Buchstaben VASP stehen für „Udalricus Abbas Sancti Petri“. Eine Konsole trägt die Jahreszahl „MDCCXXXI“ = 1731.
Der jüngste Wappenstein, über dem Hauptportal im Westtrakt, zeigt im heraldisch rechten Schild das Wappen von St. Peter mit den gekreuzten Schlüsseln, den liegenden Balken von St. Ulrich, dem kreuztragenden Stern von St. Fides und Markus und dem Geier von Geiersnest, heute Ortsteil der Gemeinde Bollschweil. Der heraldisch linke Schild zeigt mit seinen Hirschgeweihen das persönliche Wappen von Abt Philipp Jakob Steyrer (Abt von 1749 bis 1795).